# NFLネットワーク
NFLネットワーク（NFL Network）はNFLが所有するNFLの専門チャンネル。カリフォルニア州ロサンゼルス郊外に本部がある。

## 概要
2003年、NFLのオーナー会議で満場一致で設立を承認。同年11月4日に開局。翌2004年にはHDTV放送（NFL Network HD）も開始している。
NFLフィルムズが制作した番組や、NFLの過去の試合、NFLドラフト中継などに加えて、2006年シーズンからはNFLの試合（サーズデーナイトフットボール）も生中継されている。また、スーパーボウルの国際映像も配信する。また2010年シーズンからアリーナフットボールリーグの中継も開始した。